# Chloe Franks
Chloe Franks es una actriz, famosa para sus apariciones como niña pequeña en películas británicas de la década de los 70.
Su papel más recordado es el de Jane Reid, la pequeña hija obsesionada con la brujería de Christopher Lee en la antología del cine de terror de Amicus Productions The House That Dripped Blood (1970). También interpretó a Katy Coombs en Whoever Slew Auntie Roo? (1971) junto a la actriz Shelley Winters quien interpretó a Auntie Roo, y al actor Mark Lester, quien interpretó a su hermano, Christopher.

## Filmografía
- Trog (1970) como Niña Pequeña
- The House That Dripped Blood (1970) como Jane Reid
- All the Right Noises (1971) como Jenny Lewin
- Whoever Slew Auntie Roo? (1971) como Katy Coombs
- Tales From the Crypt (1972) como Carol Clayton
- Escape from the Dark (aka The Littlest Horse Thieves) (1976) como Alice Sandman
- The Uncanny (1977) como Angela
- A Little Night Music (1977) como Fredericka Armfeldt
- The Island of Adventure(1982) como Dinah Mannering
- Ivanhoe (1982) como Encargada